# 26. Arany Málna-gála
A 26. Arany Málna-gálán (Razzies) – egyfajta ellen-Oscar-díjként – az amerikai filmipar 2005. évi legrosszabb filmjeit, illetve azok alkotóit díjazták kilenc kategóriában. A „győztesek” kihirdetésére 2006. március 4-én, a 78. Oscar-gála előtti napon került sor a hollywoodi Ivar Színházban.
A jelöléseket 2006. január 30-án jelentették be. A szokásos kilenc filmes díjon felül a legfárasztóbb bulvárcélpont  elnevezéssel egy külön díjat is kiosztottak a „végtelenül undorító, halálosan unalmas celebek számára”, melyért a Tom Cruise-Katie Holmes párosnak olyan hírességeket kellett „legyőzniük”, mint Paris Hilton, Britney Spears, valamint Ashlee és Jessica Simpson.
Ebben az évben a legtöbb jelölést A Maszk 2. – A Maszk fia kapta (8 jelölés), amit a Hazárd megye lordjai (7 jelölés), a Piszkos szerelem (6 jelölés), valamint a Tök alsó 2. – Európai turné (5 jelölés) követett. Az egyetlen film, ami több díjat „nyert”, a Piszkos szerelem volt (4).

## Díjazottak és jelöltek
| „Győztes” |

| Kategória                         | „Győztesek” és jelöltek |
| --------------------------------- | --- |
| Legrosszabb film                  | Piszkos szerelem, producer: John Mallory Asher, BJ Davis, Rod Hamilton, Kimberley Kates, Michael Manasseri és Jenny McCarthy (First Look Pictures) |
| Legrosszabb film                  | A Maszk 2. – A Maszk fia, producer: Erica Huggins és Scott Kroopf (New Line Cinema)                                                                |
| Legrosszabb film                  | Hazárd megye lordjai, producer: Bill Gerber (Warner Bros./Village Roadshow Pictures)                                                               |
| Legrosszabb film                  | Tök alsó 2. – Európai turné, producer: John Schneider, Adam Sandler és Jack Giarraputo (Sony/Columbia Pictures)                                    |
| Legrosszabb film                  | Viasztestek, producer: Joel Silver, Robert Zemeckis és Susan Levin (Warner Bros.)                                                                  |
| Legrosszabb remake vagy folytatás | A Maszk 2. – A Maszk fia, producer: Erica Huggins és Scott Kroopf (New Line Cinema)                                                                |
| Legrosszabb remake vagy folytatás | Földre szállt boszorkány, producer: Nora Ephron, Douglas Wick és Penny Marshall (Sony/Columbia Pictures)                                           |
| Legrosszabb remake vagy folytatás | Hazárd megye lordjai, producer: Bill Gerber (Warner Bros./Village Roadshow Pictures)                                                               |
| Legrosszabb remake vagy folytatás | Tök alsó 2. – Európai turné, producer: John Schneider, Adam Sandler és Jack Giarraputo (Sony/Columbia Pictures)                                    |
| Legrosszabb remake vagy folytatás | Viasztestek, producer: Joel Silver, Robert Zemeckis és Susan Levin (Warner Bros.)                                                                  |
| Legrosszabb férfi főszereplő      | Rob Schneider – Tök alsó 2. – Európai turné |
| Legrosszabb férfi főszereplő      | Tom Cruise – Világok harca |
| Legrosszabb férfi főszereplő      | Will Ferrell – Földre szállt boszorkány és Papák a partvonalon                                                                                     |
| Legrosszabb férfi főszereplő      | Jamie Kennedy – A Maszk 2. – A Maszk fia |
| Legrosszabb férfi főszereplő      | Dwayne „The Rock” Johnson – Doom |
| Legrosszabb női főszereplő        | Jenny McCarthy – Piszkos szerelem |
| Legrosszabb női főszereplő        | Jessica Alba – Fantasztikus Négyes és A tenger vadjai                                                                                              |
| Legrosszabb női főszereplő        | Hilary Duff – Tucatjával olcsóbb 2. és A tökéletes pasi                                                                                            |
| Legrosszabb női főszereplő        | Jennifer Lopez – Anyád napja |
| Legrosszabb női főszereplő        | Tara Reid – Egyedül a sötétben |
| Legrosszabb férfi mellékszereplő  | Hayden Christensen – Star Wars III. rész: A Sith-ek bosszúja                                                                                       |
| Legrosszabb férfi mellékszereplő  | Alan Cumming – A Maszk 2. – A Maszk fia |
| Legrosszabb férfi mellékszereplő  | Bob Hoskins – A Maszk 2. – A Maszk fia |
| Legrosszabb férfi mellékszereplő  | Eugene Levy – Tucatjával olcsóbb 2. és Ki a faszagyerek?                                                                                           |
| Legrosszabb férfi mellékszereplő  | Burt Reynolds – Hazárd megye lordjai és Csontdaráló                                                                                                |
| Legrosszabb női mellékszereplő    | Paris Hilton – Viasztestek |
| Legrosszabb női mellékszereplő    | Carmen Electra – Piszkos szerelem |
| Legrosszabb női mellékszereplő    | Katie Holmes – Batman: Kezdődik! |
| Legrosszabb női mellékszereplő    | Ashlee Simpson – Felfedezhetetlen |
| Legrosszabb női mellékszereplő    | Jessica Simpson – Hazárd megye lordjai |
| Legrosszabb filmes páros          | Will Ferrell és Nicole Kidman – Földre szállt boszorkány                                                                                           |
| Legrosszabb filmes páros          | Jamie Kennedy és bárki egy képernyőn vele – A Maszk 2. – A Maszk fia                                                                               |
| Legrosszabb filmes páros          | Jenny McCarthy és bárki, aki elég ostoba, hogy barátkozzon vagy randizzon vele – Piszkos szerelem                                                  |
| Legrosszabb filmes páros          | Rob Schneider és a pelenkái – Tök alsó 2. – Európai turné                                                                                          |
| Legrosszabb filmes páros          | Jessica Simpson és az ő Daisy Duke-ja – Hazárd megye lordjai                                                                                       |
| Legrosszabb rendező               | John Mallory Asher – Piszkos szerelem |
| Legrosszabb rendező               | Uwe Boll – Egyedül a sötétben |
| Legrosszabb rendező               | Jay Chandrasekhar – Hazárd megye lordjai |
| Legrosszabb rendező               | Nora Ephron – Földre szállt boszorkány |
| Legrosszabb rendező               | Lawrence Guterman – A Maszk 2. – A Maszk fia |
| Legrosszabb forgatókönyv          | Piszkos szerelem, szerző: Jenny McCarthy |
| Legrosszabb forgatókönyv          | Földre szállt boszorkány, szerzők: Nora Ephron, Delia Ephron és Adam McKay                                                                         |
| Legrosszabb forgatókönyv          | Tök alsó 2. – Európai turné, szerzők: Rob Schneider, David Garrett és Jason Ward                                                                   |
| Legrosszabb forgatókönyv          | Hazárd megye lordjai, szerző: John O’Brien |
| Legrosszabb forgatókönyv          | A Maszk 2. – A Maszk fia, szerző: Lance Khazei |
| A legfárasztóbb bulvárcélpont     | Tom Cruise, Katie Holmes, Oprah Winfrey pamlagja, az Eiffel-torony és „Tom bébije”                                                                 |
| A legfárasztóbb bulvárcélpont     | Tom Cruise és a pszichiátria-ellenes kirohanása |
| A legfárasztóbb bulvárcélpont     | Paris Hilton és …bárki! |
| A legfárasztóbb bulvárcélpont     | Mr. és Mrs. Britney, az öltáncos babájuk és videokamerájuk                                                                                         |
| A legfárasztóbb bulvárcélpont     | A Simpson család: Ashlee, Jessica és Nick |

## A kategóriákban előforduló filmek
| Jelölés | Díj | Magyar cím                                 | Eredeti cím                                |
| ------- | --- | ------------------------------------------ | ------------------------------------------ |
| 8       | 1   | A Maszk 2. – A Maszk fia                   | Son of the Mask                            |
| 7       | 0   | Hazárd megye lordjai                       | The Dukes of Hazzard                       |
| 6       | 4   | Piszkos szerelem                           | Dirty Love                                 |
| 5       | 1   | Földre szállt boszorkány                   | Bewitched                                  |
| 5       | 1   | Tök alsó 2. – Európai turné                | Deuce Bigalow: European Gigolo             |
| 3       | 1   | Viasztestek                                | House of Wax                               |
| 2       | 0   | Egyedül a sötétben                         | Alone in the Dark                          |
| 2       | 0   | Tucatjával olcsóbb 2.                      | Cheaper by the Dozen 2                     |
| 1       | 1   | Csillagok háborúja III: A Sith-ek bosszúja | Star Wars Episode III: Revenge of the Sith |
| 1       | 0   | A tenger vadjai                            | Into the Blue                              |
| 1       | 0   | A tökéletes pasi                           | The Perfect Man                            |
| 1       | 0   | Anyád napja                                | Monster-in-Law                             |
| 1       | 0   | Batman: Kezdődik!                          | Batman Begins                              |
| 1       | 0   | Csontdaráló                                | The Longest Yard                           |
| 1       | 0   | Doom                                       | Doom                                       |
| 1       | 0   | Fantasztikus Négyes                        | Fantastic Four                             |
| 1       | 0   | Felfedezhetetlen                           | Undiscovered                               |
| 1       | 0   | Ki a faszagyerek?                          | The Man                                    |
| 1       | 0   | Papák a partvonalon                        | Kicking & Screaming                        |
| 1       | 0   | Világok harca                              | War of the Worlds                          |